# Solo (filme de 2013)
Solo (no Brasil, Sozinho) é um filme de drama argentino de 2013 dirigido e escrito por Marcelo Briem Stamm. Estrelado por Patricio Ramos e Mario Verón, segue uma tensa noite em que Julio vai à casa de Manuel, seu namorado.

## Elenco
- Patricio Ramos como Manuel
- Mario Verón como Julio
- Carlos Echevarría como Horacio
- Laura Agorreca como Vicky
- Mike Zubi como Maxi